# Kostel Nanebevstoupení Páně (Nové Sedlo)
Kostel Nanebevstoupení Páně je římskokatolický filiální kostel v Novém Sedle v okrese Sokolov v Karlovarském kraji. Je spravován excurrendo z farnosti v Chodově. Od roku 2022 je chráněn jako kulturní památka České republiky.

## Historie
Nové Sedlo patřilo po mnoho let do loketské farnosti s kostelem svatého Václava. Pohřbívalo se na loketském hřbitově. K modlitbě se pohřební průvod zastavoval cestou z Nového Sedla na hřbitov v Lokti u malé kamenné barokní kapličky, kterou nechala na své pozemku při rozcestí cest ve směru z Nového Sedla do Lokte postavit na konci 18. století rodina Engelova.
Na konci 19. století bylo Nové Sedlo obcí s nejvyšším počtem obyvatel v loketské farnosti a proto se začalo uvažovat o stavbě místního kostela. Dne 20. ledna 1899 byl založen spolek pro stavbu kostela. Záměr výstavby však vázl na výběru vhodného místa. Nedošlo k prodeji vhodných pozemků a proto bylo pro stavbu vybráno sportoviště vedle školy. Autorem projektu byl pražský architekt Matěj Blecha, který ve své firmě zaměstnával další architekty. Stavbu prováděla společnost stavitele Václava Haberera z Nového Sedla. Stavba byla zahájena 15. července 1904 a dokončena byla ještě téhož roku. Kostel byl slavnostně vysvěcen 18. prosince 1904. Mimořádně krátkou dobu výstavby umožnila volba stavebního materiálu, kterým bylo dřevo.
Celkové náklady na výstavbu činily 32 tisíc zlatých, z toho 20 tisíc uvolnila ze svého rozpočtu radnice a na další částce se podílel Spolek pro stavbu kostela a pražská arcidiecéze. Před stým výročím kostela byly provedeny údržbové práce a 28. srpna 2004 byl kostel znovu vysvěcen plzeňským biskupem Františkem Radkovským.

## Stavební podoba
Konečná podoba dřevěného kostela se poněkud odlišuje od původních stavebních plánů. Architektura exteriéru vychází v základních principech z trojlodní středověké baziliky. Místo klasického presbytáře přiléhá k lodi mělká přístavba obdélného půdorysu. Nad hlavním průčelím se na okraji sedlové střechy nachází polygonální sanktusová věžička. Hlavní loď je dlouhá 29 metrů a vysoká 9 metrů. Nižší boční lodě jsou od hlavní odděleny pouze arkádou dřevěných sloupků. Fasáda kostela je členěna gotizujícími okny v bočních lodích a nad hlavním vstupem. Další estetizujícím prvkem je pravidelné hrázdění, které odráží charakteristický rys staveb v sudetoněmeckém pohraničí. Exteriér dotváří souvislá řada vysokých slepých oken s lomeným obloukem.

### Interiér
Dřevěná konstrukce kostela je i interiéru kostela. Vnitřní vybavení je novodobé, pořízené převážně z darů. Zahrnuje oltář, lavice a tři obrazy, darované Spolkem svatého Bonifáce z Prahy. Autorem malířské výzdoby, širokého pásu s portréty světců v kruhových medailonech, prostoru nad triumfálním obloukem a stropu, je sokolovský malíř Richard Krautmann. Vitráž v presbytáři zhotovil Richard Schlein z Hrádku nad Nisou. Postranní oltář, betlém, zpovědnici, křtitelnici, kazatelnu a varhany zajistil místní spolek. Další dary představovalo okno s motivem Nanebevstoupení Páně, soch u oltáře, zvon Rudolfi o váze 184 kg, jeden ze tří zvonů. Tento zvon se jako jediný dochoval. Zbývající dva zvony Bonifacius a Karoli, každý o váze 414 kg, byly zrekvírovány pro válečné účely. Zvony byly vyhotoveny zvonařským mistrem Pecherem z Českých Budějovic.